# Selección de fútbol del Zaire
La selección de fútbol del Zaire fue el equipo representativo del país en las competiciones oficiales. Fue fundada en 1971 y disuelta en 1997, lo que lo convierte en el sucesor de la Selección de fútbol de Congo-Kinshasa y el predecesor de la Selección de fútbol de la República Democrática del Congo. Logró la clasificación para la fase final de la Copa del Mundo en 1974, siendo la primera selección del África central en clasificar a un Mundial de fútbol. Es miembro de la CAF desde 1962 y de la FIFA desde 1963. Su peor partido fue en la Copa Mundial de Fútbol de 1974 cuando Yugoslavia ganó 9-0. Participó en la Copa Mundial de Fútbol y en la Copa Africana de Naciones.

## Estadísticas

### Copa Mundial de Fútbol
| Año         | Ronda                                                     | J                                                         | G                                                         | E                                                         | P                                                         | GF                                                        | GC                                                        |
| ----------- | --------------------------------------------------------- | --------------------------------------------------------- | --------------------------------------------------------- | --------------------------------------------------------- | --------------------------------------------------------- | --------------------------------------------------------- | --------------------------------------------------------- |
| 1930 - 1970 | Selección de fútbol de Congo-Kinshasa                     | Selección de fútbol de Congo-Kinshasa                     | Selección de fútbol de Congo-Kinshasa                     | Selección de fútbol de Congo-Kinshasa                     | Selección de fútbol de Congo-Kinshasa                     | Selección de fútbol de Congo-Kinshasa                     | Selección de fútbol de Congo-Kinshasa                     |
| 1974        | Primera ronda                                             | 3                                                         | 0                                                         | 0                                                         | 3                                                         | 0                                                         | 14                                                        |
| 1978        | Se retiró                                                 | Se retiró                                                 | Se retiró                                                 | Se retiró                                                 | Se retiró                                                 | Se retiró                                                 | Se retiró                                                 |
| 1982        | No clasificó                                              | No clasificó                                              | No clasificó                                              | No clasificó                                              | No clasificó                                              | No clasificó                                              | No clasificó                                              |
| 1986        | Suspendido                                                | Suspendido                                                | Suspendido                                                | Suspendido                                                | Suspendido                                                | Suspendido                                                | Suspendido                                                |
| 1990        | No clasificó                                              | No clasificó                                              | No clasificó                                              | No clasificó                                              | No clasificó                                              | No clasificó                                              | No clasificó                                              |
| 1994        | No clasificó                                              | No clasificó                                              | No clasificó                                              | No clasificó                                              | No clasificó                                              | No clasificó                                              | No clasificó                                              |
| 1998 - 2034 | Selección de fútbol de la República Democrática del Congo | Selección de fútbol de la República Democrática del Congo | Selección de fútbol de la República Democrática del Congo | Selección de fútbol de la República Democrática del Congo | Selección de fútbol de la República Democrática del Congo | Selección de fútbol de la República Democrática del Congo | Selección de fútbol de la República Democrática del Congo |
| Total       | 1/22                                                      | 3                                                         | 0                                                         | 0                                                         | 3                                                         | 0                                                         | 14                                                        |

### Copa Africana de Naciones
| Año         | Ronda                                                     | J                                                         | G                                                         | E                                                         | P                                                         | GF                                                        | GC                                                        |
| ----------- | --------------------------------------------------------- | --------------------------------------------------------- | --------------------------------------------------------- | --------------------------------------------------------- | --------------------------------------------------------- | --------------------------------------------------------- | --------------------------------------------------------- |
| 1957 - 1970 | Selección de fútbol de Congo-Kinshasa                     | Selección de fútbol de Congo-Kinshasa                     | Selección de fútbol de Congo-Kinshasa                     | Selección de fútbol de Congo-Kinshasa                     | Selección de fútbol de Congo-Kinshasa                     | Selección de fútbol de Congo-Kinshasa                     | Selección de fútbol de Congo-Kinshasa                     |
| 1972        | Cuarto lugar                                              | 5                                                         | 1                                                         | 2                                                         | 2                                                         | 9                                                         | 11                                                        |
| 1974        | Campeón                                                   | 6                                                         | 4                                                         | 1                                                         | 1                                                         | 14                                                        | 8                                                         |
| 1976        | Fase de grupos                                            | 3                                                         | 0                                                         | 1                                                         | 2                                                         | 3                                                         | 6                                                         |
| 1978        | No participó                                              | No participó                                              | No participó                                              | No participó                                              | No participó                                              | No participó                                              | No participó                                              |
| 1980        | No clasificó                                              | No clasificó                                              | No clasificó                                              | No clasificó                                              | No clasificó                                              | No clasificó                                              | No clasificó                                              |
| 1982        | No clasificó                                              | No clasificó                                              | No clasificó                                              | No clasificó                                              | No clasificó                                              | No clasificó                                              | No clasificó                                              |
| 1984        | Se retiró                                                 | Se retiró                                                 | Se retiró                                                 | Se retiró                                                 | Se retiró                                                 | Se retiró                                                 | Se retiró                                                 |
| 1986        | No clasificó                                              | No clasificó                                              | No clasificó                                              | No clasificó                                              | No clasificó                                              | No clasificó                                              | No clasificó                                              |
| 1988        | Fase de grupos                                            | 3                                                         | 0                                                         | 2                                                         | 1                                                         | 2                                                         | 3                                                         |
| 1990        | No clasificó                                              | No clasificó                                              | No clasificó                                              | No clasificó                                              | No clasificó                                              | No clasificó                                              | No clasificó                                              |
| 1992        | Cuartos de final                                          | 3                                                         | 0                                                         | 2                                                         | 1                                                         | 2                                                         | 3                                                         |
| 1994        | Cuartos de final                                          | 3                                                         | 1                                                         | 1                                                         | 1                                                         | 2                                                         | 3                                                         |
| 1996        | Cuartos de final                                          | 3                                                         | 1                                                         | 0                                                         | 2                                                         | 2                                                         | 3                                                         |
| 1998 - 2027 | Selección de fútbol de la República Democrática del Congo | Selección de fútbol de la República Democrática del Congo | Selección de fútbol de la República Democrática del Congo | Selección de fútbol de la República Democrática del Congo | Selección de fútbol de la República Democrática del Congo | Selección de fútbol de la República Democrática del Congo | Selección de fútbol de la República Democrática del Congo |

## Clasificación (Ranking FIFA)
| Año/mes | Enero                      | Febrero                    | Marzo                      | Abril                      | Mayo                       | Junio                      | Julio                      | Agosto    | Septiembre | Octubre   | Noviembre | Diciembre |
| ------- | -------------------------- | -------------------------- | -------------------------- | -------------------------- | -------------------------- | -------------------------- | -------------------------- | --------- | ---------- | --------- | --------- | --------- |
| 1993    | No existía el Ranking FIFA | No existía el Ranking FIFA | No existía el Ranking FIFA | No existía el Ranking FIFA | No existía el Ranking FIFA | No existía el Ranking FIFA | No existía el Ranking FIFA | 71.º (25) | 69.º (27)  | 70.° (25) | 70.º (25) | 71.° (25) |
| 1994    | -                          | 71.º (25)                  | 77.° (23)                  | 66.º (27)                  | 64.° (26)                  | 63.º (26)                  | 60.° (26)                  | -         | 60.° (26)  | 66.° (26) | 66.° (27) | 68.° (27) |